# Proteininae
Proteininae zijn een onderfamilie uit de familie van de kortschildkevers (Staphylinidae). 